# Terrence C. Carson
Terrence Connor Carson, född 19 november 1958, är en amerikansk sångare, röst och tv-skådespelare. Han är mest känd för att föreställa Kyle Barker på FOX sitcom Living Single och gör rösten till Mace Windu på Star Wars: The Clone Wars (TV-serie). Han var också känd för att vara rösten för Kratos i spelserien God of War från 2005 till 2013.

## Diskografi
Album
- Truth (2002)
- Live in Beverly Hills (2014)